# Emmanuel Wamala
Emmanuel Wamala (Kamaggwa, 15 dicembre 1926) è un cardinale e arcivescovo cattolico ugandese, dal 19 agosto 2006 arcivescovo emerito di Kampala.

## Biografia
Emmanuel Wamala è nato il 15 dicembre 1926 nel villaggio di Kamaggwa, distretto e diocesi di Masaka, nella Regione Centrale dell'allora Protettorato britannico dell'Uganda (oggi Repubblica dell'Uganda).

### Formazione e ministero sacerdotale
Ha studiato nel seminario minore di Bukalassa e nel seminario maggiore di Katigondo, quindi si è trasferito a Roma dove ottenne la licenza in teologia al Pontificio Collegio Urbaniano e quella in scienze sociali alla Pontificia Università Gregoriana. Ha proseguito gli studi all'Università Makerere di Kampala e alla University of Notre Dame di South Bend negli Stati Uniti d'America.
È stato ordinato diacono il 15 agosto 1957, presso la cappella del Pontificio Collegio Urbaniano a Roma, per imposizione delle mani di Pietro Sigismondi, arcivescovo titolare di Neapoli di Pisidia e segretario della Congregazione di Propaganda Fide. Ha poi ricevuto l'ordinazione sacerdotale il 21 dicembre seguente nello stesso luogo e dallo stesso arcivescovo, incardinandosi, appena trentunenne, come presbitero della diocesi di Masaka; durante la stessa cerimonia ha ricevuto l'ordinazione anche il futuro cardinale giapponese Stephen Fumio Hamao.
Dopo l'ordinazione è divenuto docente e poi rettore dell'Università Makerere. Dal 1974 al 1981 è stato vicario generale della diocesi di Masaka. Il 25 maggio 1977 papa Paolo VI gli ha conferito, all'età di cinquant'anni, il titolo onorifico di Cappellano di Sua Santità.

### Ministero episcopale
Il 17 luglio 1981, con la bolla Ut populi Dei, papa Giovanni Paolo II ha eretto la diocesi di Kiyinda-Mityana, scorporandone il territorio dall'arcidiocesi di Kampala; contestualmente lo ha nominato, cinquantaquattrenne, 1º vescovo della nuova sede. Ha ricevuto la consacrazione episcopale il 22 novembre seguente, presso la Pro-cattedrale di San Noè Mawaggali a Mityana, per imposizione delle mani del cardinale Emmanuel Kiwanuka Nsubuga, arcivescovo metropolita di Kampala, assistito dai co-consacranti monsignori Adrian Kivumbi Ddungu, vescovo di Masaka, e Josef Stimpfle, vescovo di Augusta; ha preso possesso della diocesi durante la stessa cerimonia. Come suo motto episcopale il neo vescovo Wamala ha scelto In Te Domine speravi, che tradotto vuol dire "In Te confido, Signore".
Nel 1986 è stato eletto presidente della Conferenza Episcopale dell'Uganda, succedendo a Barnabas Rugwizangonga Halem 'Imana, vescovo di Kabale; terminato il mandato quadriennale, è stato nuovamente eletto nel 1990, ricoprendo l'incarico fino al 1994 quando gli è subentrato Paul Lokiru Kalanda, vescovo di Fort Portal.
Il 21 giugno 1988 papa Giovanni Paolo II lo ha promosso, sessantunenne, arcivescovo coadiutore di Kampala, facendo in seguito il proprio ingresso in arcidiocesi.
L'8 febbraio 1990, dopo l'accettazione della rinuncia per raggiunti limiti d'età del settantacinquenne cardinale Nsubuga, che aveva guidato la sede metropolitana per ben ventitré anni, è succeduto per coadiutoria come arcivescovo metropolita di Kampala. In seguito ha preso possesso dell'arcidiocesi durante una cerimonia svoltasi presso la Cattedrale di Santa Maria a Kampala. Il 29 giugno seguente, giorno della solennità dei Santi Pietro e Paolo, si è recato presso la Basilica di San Pietro in Vaticano, dove il papa gli ha imposto il pallio, simbolo di comunione tra il metropolita e la Santa Sede.
È stato anche il primo rettore della Nuova Uganda Martyrs University, inaugurata ufficialmente il 18 ottobre 1993.

### Cardinalato
Il 30 ottobre 1994, al termine dell'Angelus domenicale, papa Giovanni Paolo II ha annunciato la sua creazione a cardinale nel concistoro del 26 novembre seguente; quasi sessantottenne, è stato il secondo ugandese a ricevere la porpora cardinalizia dopo il suo diretto predecessore Emmanuel Kiwanuka Nsubuga. Durante la cerimonia gli sono stati conferiti la berretta, l'anello ed il titolo cardinalizio di Sant'Ugo, istituito nello stesso concistoro. Ha preso possesso della sua chiesa titolare durante una celebrazione successiva.
Dopo la morte di papa Giovanni Paolo II, ha preso parte al conclave del 2005, che si è concluso con l'elezione al soglio pontificio del cardinale Joseph Ratzinger, prefetto della Congregazione per la dottrina della fede, con il nome di Benedetto XVI.
Il 16 agosto 2006 papa Benedetto XVI ha accettato la sua rinuncia dal governo pastorale dell'arcidiocesi di Kampala per raggiunti limiti d'età, ai sensi del can. 401 § 1 del Codice di diritto canonico, divenendone arcivescovo emerito all'età di settantanove anni; gli è succeduto il cinquantatreenne Cyprian Kizito Lwanga, contestualmente trasferito dalla Kasana-Luweero.
Il 15 dicembre 2006, al compimento dell'ottantesimo genetliaco, ha perso il diritto di entrare in conclave ed ha cessato di essere membro dei dicasteri della Curia romana, in conformità all'art. II § 1-2 del motu proprio Ingravescentem Aetatem, pubblicato da papa Paolo VI il 21 novembre 1970.
Il 4 marzo 2010 si è recato, assieme agli altri membri dell'episcopato ugandese, in visita ad limina apostolorum in Vaticano.
Dopo la rinuncia di papa Benedetto XVI, per via dell'età non ha potuto prendere parte al conclave del 2013, che si è concluso con l'elezione al soglio pontificio del cardinale Jorge Mario Bergoglio, arcivescovo metropolita di Buenos Aires, con il nome di Francesco.

## Genealogia episcopale e successione apostolica
La genealogia episcopale è:
- Cardinale Scipione Rebiba
- Cardinale Giulio Antonio Santori
- Cardinale Girolamo Bernerio, O.P.
- Arcivescovo Galeazzo Sanvitale
- Cardinale Ludovico Ludovisi
- Cardinale Luigi Caetani
- Cardinale Ulderico Carpegna
- Cardinale Paluzzo Paluzzi Altieri degli Albertoni
- Papa Benedetto XIII
- Papa Benedetto XIV
- Papa Clemente XIII
- Cardinale Bernardino Giraud
- Cardinale Alessandro Mattei
- Cardinale Pietro Francesco Galleffi
- Cardinale Giacomo Filippo Fransoni
- Cardinale Carlo Sacconi
- Cardinale Edward Henry Howard
- Cardinale Mariano Rampolla del Tindaro
- Cardinale Rafael Merry del Val
- Cardinale Arthur Hinsley
- Arcivescovo David Mathew
- Cardinale Laurean Rugambwa
- Cardinale Emmanuel Kiwanuka Nsubuga
- Cardinale Emmanuel Wamala

La successione apostolica è:
- Arcivescovo Denis Kiwanuka Lote (1991)
- Vescovo Robert Marie Gay, M.Afr. (1996)
- Arcivescovo John Baptist Odama (1996)
- Arcivescovo Cyprian Kizito Lwanga (1997)
- Arcivescovo Augustine Kasujja (1998)
- Vescovo Christopher Kakooza (1999)
- Vescovo Robert Muhiirwa (2003)